# エンジェル (バフィーのエピソード)
『エンジェル』（原題：Angel ）は、テレビドラマ『バフィー 〜恋する十字架〜』の第1シーズンの第7話。
このエピソードでエンジェルがバンパイアであること、ダーラとエンジェルの関係が明らかになる。

## ストーリー
バフィーの活躍に手を焼いたマスターは、3人組のバンパイアを刺客として送る。一方、バフィーは謎の男エンジェルのことを想いながら街を歩き、くだんの3人組に襲われるが、エンジェルの助けで窮地を脱する。彼を自宅に泊めたバフィーは翌日、彼がバンパイアであることを知る。エンジェルを悪の道に引き戻そうとするダーラはバフィーの自宅を訪問、彼女の母ジョイスを襲う。母が襲われたことを知ったバフィーは事件をエンジェルの仕業と思い込み、彼の殺害を決意する。そしてブロンズでエンジェルと対決したバフィーは、エンジェルから過去の出来事を聞かされる。そこにダーラが現れ、エンジェルが自分の昔の恋人だったことを明かす。

## キャスト

### 主演
- サラ・ミシェル・ゲラー（バフィー・アン・サマーズ / 水谷優子）
- ニコラス・ブレンドン（ザンダー・ハリス / 鳥海勝美）
- アリソン・ハニガン（ウィロー・ローゼンバーグ / 大坂史子）
- カリスマ・カーペンター（コーディリア・チェイス / 手塚ちはる）
- アンソニー・スチュワート・ヘッド（ルパート・ジャイルズ / 金尾哲夫）

### ゲスト出演
- クリスティン・サザーランド（ジョイス・サマーズ / 松岡洋子）
- マーク・メトカーフ（マスター / 麦人）
- デヴィッド・ボレアナズ（エンジェル / 堀内賢雄）
- ジュリー・ベンツ（ダーラ / 大塚海月）
- アンドリュー・J・ファーチランド（救世主）

### 助演
- チャールズ・ウェスリー（3人組のリーダー / 三宅健太）